# كلفن تيو
كلفن تيو هو نجم اجتماعي ماليزي، ولد في 9 فبراير 1982 في لابوان في ماليزيا.